# مطاردة إيمي
مطاردة إيمي (بالإنجليزية: Chasing Amy)‏ هو فيلم درامي كوميدي ورومانسي أمريكي تم إصداره عام 1997. الفيلم كتابة وإخراج كيفن سميث، وبطولة بن أفليك، وجوي لورين آدمز، وجايسون لي. يتحدث الفيلم عن فنان كوميكس (أفليك) يقع في حب إمراة سحاقة (آدمز)، الأمر الذي استاء منه أعز أصدقائه (لي). يُعد الفيلم هو الثالث لسميث في سلسلته التي تُدعي فيو آسكو يونيفرس.
كان الفيلم في الأصل مُستوحى من مشهد قصير من فيلم مبكر لصديق لسميث. في فيلم استمري نقباً لـجينيفير تيرنر، تتخيل إحدى الشخصيات السحاقية أن صديقاتها يحكمون عليها للـ"بيع" بالنوم مع رجل. كان سميث يواعد آدامز في الوقت الذي كان يكتب فيه السيناريو، والذي كان أيضًا مُستوحى جزئيًا منها.
تلقى الفيلم مراجعات إيجابية في الغالب، حيث أُشيد بروح الدعابة، والأداء، وإخراج كيفن سميث. حصل الفيلم على جائزتين في حفل توزيع جوائز الروح المستقلة لعام 1998 (أفضل سيناريو لسميث وأفضل ممثل مساعد للي). استمرت شخصيات من الفيلم في الظهور لاحقًا في فيلمي عالم آسكو عودة جاي وبوب الصامت (2001) وإعادة إنتاج جاي وبوب الصامت (2019)، وهما فيلمان مشتقان مباشرةً لـمطاردة إيمي، مع قيام أفليك، وآدمز، ولي، وإيويل بإعادة أدوارهم كضيوف شرف؛ وصف سميث أدوار الشخصيات في إعادة إنتاج جاي وبوب الصامت بأنهم "تكملة من ثماني صفحات" لــمطاردة إيمي.

## القصة
يلتقي فناني الكتب الهزلية والصديقين المقربين هولدن ماكنيل وبانكي إدواردز فنانة كتب هزلية زميلة تُدعي أليسا جونز في مؤتمر كتب هزلية، حيث يروجان لكتابهما الهزلي بلونتمان وكرونيك. ينجذب هولدن فورًا إلى أليسا، وسرعان ما يعلم أنها مثلية. يبدأ الاثنان في قضاء الوقت معًا، وتتطور صداقة عميقة بينهما. في النهاية يعترف هولدن بحبه لأليسا. كانت في البداية غاضبة منه، لكن في تلك الليلة، ناما معًا وبدآ علاقة رومانسية.
يؤدي هذا التطور الجديد إلى تفاقم الأمور بين هولدن وبانكى، حيث يستاء بانكي من أليسا بسبب وقوفها ما بينه وما بين أعز أصدقائه. يكتشف بانكي القذارة بماضي أليسا، ويخبر هولدن أن أليسا شاركت ذات مرة في علاقة ثلاثية مع رجلين. هذا يزعج هولدن، والذي كان يعتقد أنه الرجل الوحيد الذي سبق وأن نامت معه أليسا، فيحاول بطريقة خرقاء جعلها تعترف، مما أدى إلى جدال. تؤكد أليسا بغضب على العلاقة الثلاثية دون أن تعتذر عن تجاربها الجنسية السابقة، راغبةً في استمرار العلاقة. يترك هولدن شعورًا بعدم اليقين.
في وقت لاحق، بينما يتناول هولدن الغداء مع جاي وبوب الصامت، يكشف بوب الصامت أنه كان له علاقة مماثلة بعلاقة هولدن. على الرغم من أنه كان يحب صديقته إيمي، إلا أن ماضيها المتحرر جنسيًا جعله ينهي العلاقة. ندم لاحقًا على ذلك، ويقول إنه "أمضى كل يوم منذ ذلك الحين في مطاردة إيمي، إذا جاز التعبير."
متأثراً بقصة بوب الصامت، يضع هولدن خطة لإصلاح علاقته بأليسا وصداقته المنفصلة مع بانكي. دعاهم مرة أخرى وأخبر أليسا أنه يرغب في تجاوز ماضيها وأن يبقي صديقها، بينما أخبر بانكي أنه يدرك أن بانكي مثلي الجنس ويعشق هولدن، ويقترح علاقة ثلاثية. على الرغم من صدمته في البداية، وافق بانكي على المشاركة، لكن أليسا ترفض، معتبرة أن ذلك لن ينقذ علاقتهما، وأن هذا الاقتراح مسيء. يغادر أليسا وبانكى.
بعد عام واحد، ينشغل كل من بانكي وأليسا في الترويج للرسوم الهزلية الخاصة بهما في أحد المؤتمرات. تم الكشف عن أن هولدن وبانكي قد حلا شراكتهما في بلونتمان وكرونيك، الحقوق التي يمتلكها بانكي الآن حصريًا. يبتسم بانكي بحزن عند رؤية هولدن، والذي يهنئه بصمت على نجاح كتابه الهزلي المنفرد. يشير بانكي إلى كشك استضافته أليسا، ويشجع هولدن على التحدث معها. خلال محادثتهم العاطفية القصيرة، أعطاها هولدن نسخة من مطاردة إيمي، كتابه الهزلي الجديد المبني على علاقتهما. بعد مغادرة هولدن، وصلت صديقة أليسا الجديدة وتسأل من هذا الذي كانت تتحدث معه. أجابت أليسا، مبتسمة وبعيون دامعة، "أوه، مجرد رجل أعرفه."

## فريق التمثيل
- بن أفليك في دور هولدن ماكنيل
- جوي لورين آدمز في دور أليسا جونز
- جايسون لي في دور بانكي إدواردز
- دوايت إيويل في دور هوبر
- جاسون ميويس في دور جاي
- كيفن سميث في دور بوب الصامت
- إيثان سوبلي
- سكوت موسير
- كيسي أفليك
- بريان أوهالوران
- مات ديمون
- كارمن ليويلين (أًشير إليها باسم كارمن لي) في دور كيم
- جينيفير تيرنر
- جو كيسادا بنفسه (ضيف شرف)

## وصلات خارجية
- مطاردة إيمي على موقع IMDb (الإنجليزية)
- مطاردة إيمي على موقع ميتاكريتيك (الإنجليزية)
- مطاردة إيمي على موقع الموسوعة البريطانية (الإنجليزية)
- مطاردة إيمي على موقع روتن توميتوز (الإنجليزية)
- مطاردة إيمي على موقع قاعدة بيانات الأفلام العربية
- مطاردة إيمي على موقع ألو سيني (الفرنسية)
- مطاردة إيمي على موقع Turner Classic Movies (الإنجليزية)
- مطاردة إيمي على موقع أول موفي (الإنجليزية)
- مطاردة إيمي على موقع بوكس أوفيس موجو (الإنجليزية)
- مطاردة إيمي على موقع فيلمافينيتي (الإسبانية)